# Pühringerhütte
Die Pühringerhütte ist eine Schutzhütte der Sektion Wels des Österreichischen Alpenvereins im Toten Gebirge im steirischen Teil des Salzkammergutes. Sie liegt auf 1637 m ü. A. (nach anderen Angaben auf 1638 m ü. A.) Seehöhe am Fuße des Elms (2128 m ü. A.) und etwas oberhalb des Elmsees. Die Pühringerhütte ist ein wichtiger Stützpunkt im Toten Gebirge, da sie zentral für Überquerungen des Toten Gebirges von allen Seiten liegt und außerdem ein Etappenziel des internationalen Weitwanderweges Via Alpina darstellt.

## Geschichte
Der Welser Apotheker Ferdinand Pühringer, langjähriger Jugendwart der Sektion, hatte in seinem Testament die Sektion als Erben eingesetzt. Nach seinem Tod 1919 bildete das von ihm hinterlassene Vermögen den Grundstock zur Erbauung der Hütte.
Der damalige Vorsitzende der Sektion Wels des DuOeAV Sepp Huber erwarb 1921 von der Sektion Linz des DuOeAV das Grundstück beim Elmsee mit dem Auftrag, eine Schutzhütte für den Sommer und Winterbetrieb zu erbauen. Mit dem Bescheid vom 11. Juni 1924 erteilte die politische Expositur Bad Aussee die Bewilligung zur Errichtung der Hütte. 
Die Baumaterialien wurden mit Fuhrwerken auf der Forststraße von Schachen bis zum Kanzlermoos befördert und von dort von Freiwilligen zum Hüttenbauplatz oberhalb des Elmsees gebracht. 1925 wurde die Benützungsbewilligung erteilt, 1927 war die feierliche Eröffnung.

## Beschreibung
Als Nächtigungsmöglichkeit stehen 50 Schlafplätze in verschieden großen Matratzenlagern und 15 Betten in Zimmerlagern zur Verfügung. Die Hütte ist von Mai bis Anfang Oktober durchgehend bewirtschaftet.
Für den Winter wurde für selbstversorgende Skitourengeher 2005 eine neue Lagerstätte geschaffen, die mit einem Ofen und assemblierendem WC ausgestattet. Die Kapazität für dieses Winterlager liegt bei rund 20 Schlafplätzen. Aufgrund von Vandalismus und Zechprellerei ist das Winterlager ab Herbst 2018 nur mehr mit einem Schlüssel benützbar, der in einem Alpenvereinsbüro gegen Kaution abgeholt werden kann.

## Wandern

### Zugänge
- vom Seehaus am Almsee (589 m) über den Sepp-Huber-Steig und Röllsattel, Gehzeit: 4 Stunden
- vom Seehaus am Almsee über die Grießkarscharte und Elmgrube (1622 m), Gehzeit: 5½ Stunden
- von Schachen am Grundlsee (732 m) über Emils Tränenhügel, Gehzeit: 3½ Stunden
- über Gössler Alm (1585 m) und Vorderer und Hinterer Lahngangsee, Gehzeit: 6–7 Stunden

### Übergänge zu Nachbarhütten
- Welser Hütte (1726 m) über Rotkogelsattel (2000 m) und Fleischbanksattel (2123 m), Gehzeit: 4½ Stunden
- Prielschutzhaus (1420 m) über Temlbergsattel und Klinserschlucht, Gehzeit: 4½ Stunden
- Albert-Appel-Haus (1638 m) über Elmgrube und Abblaser (1837 m), Gehzeit: 4 Stunden

Die Hütte stellt die zweite Übernachtungsmöglichkeit im Verlauf des Welser Höhenweges dar. Ebenfalls liegt sie am Nordalpenweg, an der alpinen Variante des Europäischen Fernwanderweges E4 und an der Via Alpina.

### Gipfelbesteigungen
- Elm (2128 m), Gehzeit: 1½ Stunden
- Hochkogel (2091 m), unmarkierter Anstieg, Gehzeit: 1 Stunde
- Rotgschirr (2261 m), Gehzeit: 3 Stunden
- Großer Priel (2515 m), Gehzeit: 5 Stunden